# Christine Baranski
Pour les articles homonymes, voir Baranski.
Christine Baranski est une actrice et productrice américaine, née le 2 mai 1952 à Buffalo, dans l'État de New York.
Actrice réputée qui a été couronnée dans différents domaines : elle a notamment remporté un Primetime Emmy Awards, l'American Comedy Awards, deux Tony Awards et trois Screen Actors Guild Awards.
Après s'être fait rapidement remarquer et avoir connu le succès au théâtre, elle réussit à se faire un nom au cinéma et à la télévision en enchaînant, essentiellement, les seconds rôles prestigieux.
Au cinéma, parmi ses rôles les plus connus : Katherine Archer dans Birdcage (1996), Martha May Whovier dans Le Grinch (2000), Marie-Soleil dans Chicago (2002), Tanya Chisham-Leigh dans Mamma Mia! (2008) et Mamma Mia! Here We Go Again (2018) mais aussi la belle-mère de Cendrillon dans Into the Woods (2014) aux côtés de Meryl Streep.
Tout au long de sa carrière, elle connait plusieurs succès importants à la télévision : Cybill, The Big Bang Theory, The Good Wife et The Good Fight, qui lui valent de nombreux prix et citations.
En 2022 elle fait son grand retour à la télévision dans la série historique The Gilded Age, la nouvelle création de Julian Fellowes produite par HBO. Elle y joue le personnage d'Agnès Van Ryne.

## Biographie

### Jeunesse et formation
D'origine polonaise, Christine Baranski est la fille de Virginie Mazurowski et Lucien Baranski, éditeur d'un journal en langue polonaise. Ses grands-parents étaient des acteurs de théâtre.
Elle a fréquenté l'école secondaire de l'académie Maria Villa à Cheektowaga, dans la banlieue de Buffalo.
Par la suite, elle étudie à la Juilliard School de New York où elle obtient un baccalauréat des arts en 1974.

### Révélation: Théâtre, cinéma et télévision

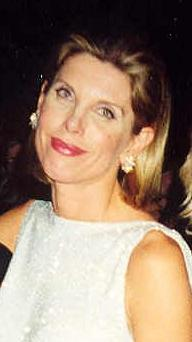
Lors de l'édition de 1997, des Primetime Emmy Awards.

Elle fait ses débuts en 1980 à Broadway dans Hide and Seek. Son spectacle suivant, The Real Thing, avec Glenn Close et Jeremy Irons, lui permet de remporter son premier Tony Award de la meilleure actrice dans un second rôle en 1984 ainsi que son premier Drama Desk Awards.
Il s'ensuit de nombreux rôles qui lient son nom à plusieurs grands succès du théâtre new-yorkais.
Le cinéma lui offre ensuite ses premiers rôles : elle apparaît ainsi dans des productions tels que 9 semaines 1/2, Tel est pris qui croyait prendre, Les Valeurs de la famille Addams, ou encore Chassé-croisé et Jeffrey. Se démarque aussi la comédie plébiscitée Birdcage.
À la télévision, Christine Baranski s'est fait remarquer dans le rôle de l’amie alcoolique de Cybill Shepherd, Maryann Thorpe, dans la sitcom Cybill de 1995 à 1998, période durant laquelle elle présente aussi la célèbre émission américaine Saturday Night Live. Ce rôle lui vaut ses premières récompenses (Emmy Awards, American Comedy Awards, Screen Actors Guild Awards, etc.) et plusieurs citations pour le Golden Globes.
Dans le même temps, elle poursuit au cinéma et y multiplie les rôles : Drôle de couple 2, Bulworth, Sexe Intentions et Bowfinger, roi d'Hollywood.
En 1999, elle s'invite aussi sur le plateau de la série Frasier, ce qui lui vaut sa cinquième citation à l'Emmy.
En 2000, elle donne la réplique à Jim Carrey qui prête ses traits à l'abominable Grinch.
Entre 2000 et 2001, elle produit et joue dans la sitcom comique Welcome to New York aux côtés de Rocky Carroll, Jim Gaffigan et Sara Gilbert mais celle-ci est rapidement annulée.
En 2002, elle joue Mrs Lovett dans Sweeney Todd au Kennedy Center de Washington, rôle pour lequel elle remporte le prix Helen Hayes de la meilleure actrice de comédie musicale. Elle se joint également à la large distribution rassemblée autour de Rob Marshall pour l'adaptation de la comédie musicale éponyme, Chicago, récompensée par l'Oscar du meilleur film.

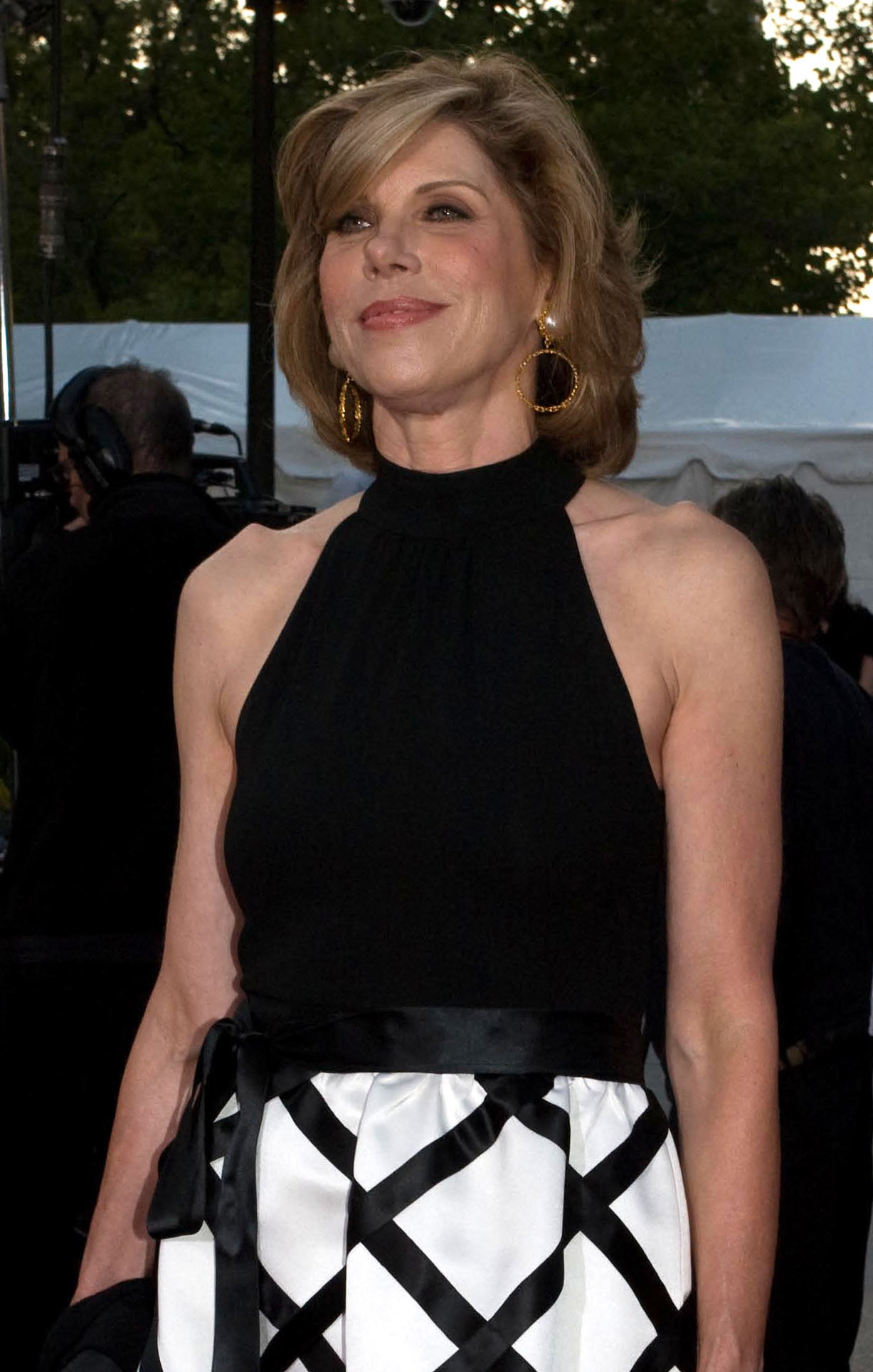
En 2008, au Metropolitan Opera.

Entre 2003 et 2004, elle essuie un nouvel échec en tenant le premier rôle féminin de la sitcom comique Happy Family, dans laquelle elle partageait la vedette aux côtés de John Larroquette et Melanie Paxson.
Elle joue ensuite dans deux épisodes de la série fantastique Ghost Whisperer donnant la réplique à Jennifer Love Hewitt.
En 2008, elle joue dans une reprise de Boeing Boeing mais elle renoue surtout avec un large succès, en retrouvant Rob Marshall et en secondant Meryl Streep dans le film musical Mamma Mia!, adapté de la comédie musicale Mamma Mia! basée sur les chansons du groupe ABBA.
Le 12 janvier 2009, elle participe à la version de concert de A Little Night Music de Stephen Sondheim dans le rôle de la comtesse Charlotte Malcolm, aux côtés de Vanessa Redgrave, Natasha Richardson, Victor Garber, et Marc Kudisch. Cette année-là, elle s'invite dans trois épisodes de la plébiscitée Ugly Betty puis dans un épisode de Psych : Enquêteur malgré lui.

### Consécration et confirmation

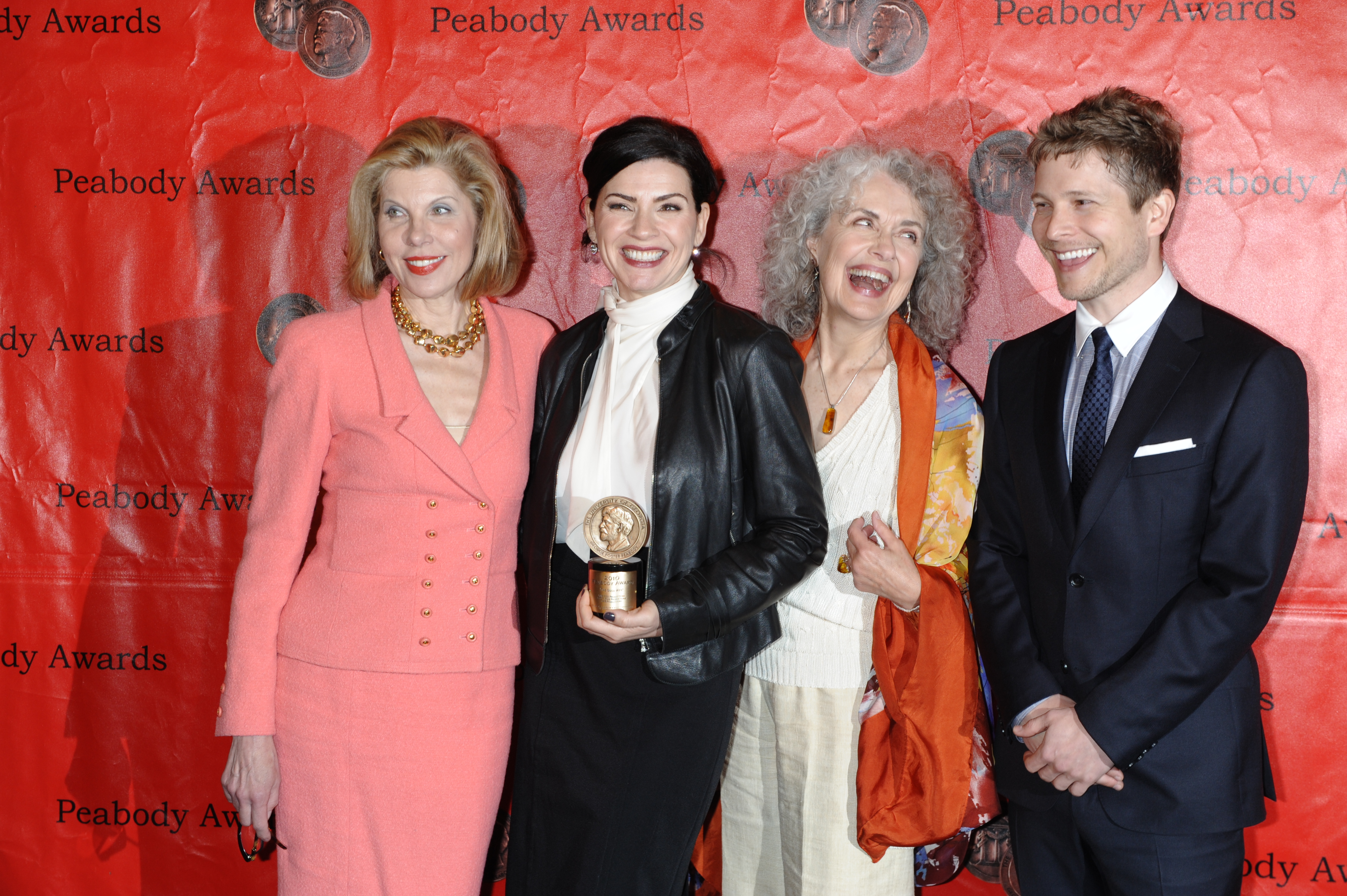
Christine Baranski, Julianna Margulies, Mary Beth Peil et Matt Czuchry, aux Peabody Awards 2011.

L'actrice confirme surtout cette gloire grâce à deux rôles qu'elle incarne dans des séries télévisées à succès :
De 2009 à 2016, elle incarne Diane Lockhart, une avocate associée principale d'un important cabinet d'avocats de Chicago dans la série télévisée acclamée par la critique The Good Wife. Elle a été nommée pour ce rôle à l’Emmy du meilleur second rôle féminin dans une série dramatique en 2010, 2011, 2012, 2013, 2014 et 2015.

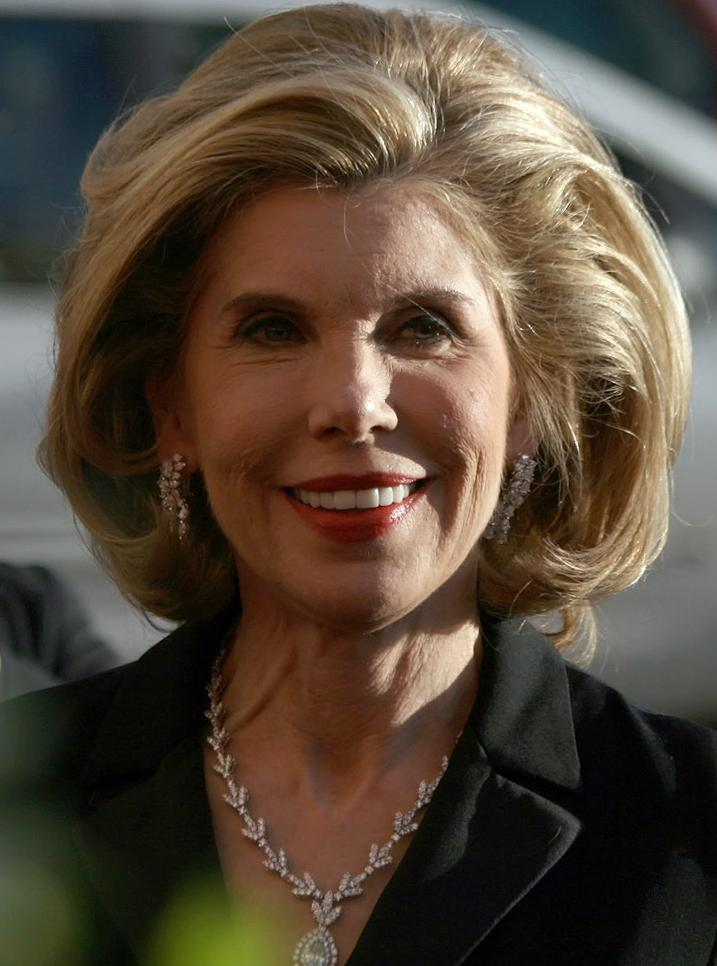
En 2012.

Parallèlement, elle séduit aussi dans un registre plus comique en jouant le rôle du Dr Beverly Hofstadter, une impassible experte en psychiatrie et des neurosciences dans la sitcom The Big Bang Theory qui lui vaut deux autres nominations aux Emmy Awards en tant que meilleure actrice invitée.
En 2014, elle connaît un nouveau succès au cinéma en travaillant sous la direction de Rob Marshall avec Meryl Streep lorsqu'elle joue la belle-mère de Cendrillon dans l'adaptation cinématographique de la comédie musicale de Stephen Sondheim, Into the Woods.
Elle seconde Jessica Chastain dans le thriller dont elle est la vedette, Miss Sloane et elle rejoint le casting principalement féminin de la comédie Bad Moms 2 aux côtés de Mila Kunis, Kristen Bell, Kathryn Hahn et beaucoup d'autres.
En 2017, elle reprend son rôle de Diane Lockhart pour The Good Fight, la série dérivée de The Good Wife, cette fois-ci en tant que tête d'affiche, qui confirme son soutien critique.
En 2018, elle fait son retour aux côtés de Meryl Streep pour l'attendu Mamma Mia 2: Here We Go Again. L'année suivante, son jeu d'actrice dans The Good Fight est toujours plébiscité par les critiques et lui vaut notamment une citation par les TCA Awards.
En 2020, elle chante, à travers ZOOM aux côtés de ses amies Meryl Streep et Audra McDonald, "The Ladies Who Lunch" de la Company en l'honneur du 90e anniversaire de Stephen Sondheim.

### Vie privée
Elle a été mariée avec l'acteur Matthew Cowles du 15 octobre 1983 à la mort de celui-ci le 22 mai 2014. Le couple a eu deux enfants : Isabel, née en 1984, et Lily, en 1987. Elle a aujourd'hui trois petits-enfants.

## Théâtre
Sauf indication contraire ou complémentaire, les informations mentionnées dans cette section proviennent de la base de données IBDb.
- 1980 : Hide and Seek de Melvin Bernhardt
- 1984-1985 : The Real Thing de Mike Nichols
- 1984-1985 : Hurlyburly de Mike Nichols
- 1986-1987 : The House of Blue Leaves de Jerry Zaks
- 1988-1990 : Rumors de Gene Saks
- 1991 : Nick & Nora de Arthur Laurents
- 2002 : Short Talks on the Universe de Dan Sullivan
- 2008-2009 : Boeing-Boeing de Matthew Warchus

## Filmographie

### Cinéma
- 1982 : Soup for One de Jonathan Kaufer : la blonde au bar
- 1983 : Lovesick de Marshall Brickman : patiente nymphomane
- 1984 : Crackers de Louis Malle : Maxine
- 1986 : 9 semaines 1/2 de Adrian Lyne : Thea
- 1986 : L'Affaire Chelsea Deardon d'Ivan Reitman : Carol Freeman
- 1987 : Le Dragueur de James Toback : Harriet
- 1990 : Le Mystère von Bülow de Barbet Shroeder : Andrea Reynolds
- 1993 : Chassé-croisé de Warren Leight (en) : Lucy
- 1993 : Life with Mikey de James Lapine : Carol
- 1993 : Les Valeurs de la famille Addams de Barry Sonnenfeld : Becky Martin-Granger
- 1994 : Getting In (en) de Doug Liman : Margaret Higgs
- 1994 : Tel est pris qui croyait prendre de Ted Demme : Connie Chasseur
- 1994 : À chacun sa guerre de Jon Avnet : Miss Strapford
- 1995 : New Jersey Drive de Nick Gomez : la procureure
- 1995 : Jeffrey de Christopher Ashley (en) : Ann Marwood Bartle
- 1996 : Birdcage de Mike Nichols : Katherine Archer
- 1998 : Drôle de couple 2 de Howard Deutch : Thelma
- 1998 : Bulworth de Warren Beatty : Constance Bulworth
- 1999 : Sexe intentions de Roger Kumble : Bunny Caldwell
- 1999 : Bowfinger, roi d'Hollywood de Frank Oz : Carol
- 2000 : Le Grinch de Ron Howard : Martha May Whovier
- 2002 : Le Gourou et les femmes de Daisy von Scherler Mayer : Chantal
- 2002 : Chicago de Rob Marshall : Mary Sunshine
- 2003 : Marci X de Richard Benjamin : Mary Ellen Spinkle
- 2004 : Bienvenue à Mooseport de Donald Petrie : Charlotte Cole
- 2006 : East Broadway de Fay Ann Lee : Bree Barrington
- 2006 : Mon vrai père et moi de Greg Glienna (en) : Arleen Clayton
- 2006 : Bonneville (en) de Christopher N. Rowley : Francine
- 2008 : Mamma Mia! de Phyllida Lloyd : Tanya Chesham-Leigh
- 2010 : Le Chasseur de primes de Andy Tennant : Kitty Hurley
- 2014 : Into the Woods de Rob Marshall : la belle-mère de Cendrillon
- 2016 : Miss Sloane de John Madden : Evelyn Sumner
- 2017 : Bad Moms 2 de Jon Lucas et Scott Moore (en) : Ruth, la mère d'Amy
- 2018 : Mamma Mia! Here We Go Again d'Ol Parker : Tanya Chesham-Leigh
- 2020 : C'est Noël chez nous : Regina Fuller

### Télévision

#### Téléfilms
- 1980 : Sursis pour l'orchestre de Daniel Mann et Joseph Sargent : Olga
- 1982 : Le Songe d'une nuit d'été (A Midsummer Night's Dream) de Emile Ardolino : Helena
- 1985 : Big Shots in America de James Burrows : Cara
- 1993 : Le vieil homme et le chien (To Dance with the White Dog (en)) de Glenn Jordan : Kate
- 2005 : Adopted de Ted Wass : Judy Rabinowitz
- 2005 : Un défi pour Noël (Recipe for a Perfect Christmas) de Sheldon Larry : Lee Bellmont
- 2011 : Who Is Simon Miller de Paolo Barzman : Amanda
- 2015 : Sinatra: All or Nothing at All (en) (documentaire) : Ruth Berle

#### Séries télévisées
- 1983 : Another World : Beverly Tucker
- 1984 : La Force du destin : Jewel Maniscalo
- 1985 : Equalizer : Victoria Baines (1 épisode)
- 1987 : American Playhouse : Bunny Flingus (1 épisode)
- 1988 : The Thorns : Polly (1 épisode)
- 1991 - 1993 : New York Police judiciaire : Katherine Masucci Beigel (1 épisode) / Rose Siegal (1 épisode)
- 1992 : Screenplay : Blair Bennett (1 épisode)
- 1995 - 1998 : Cybill : Maryann Thorpe (rôle principal - 87 épisodes)
- 1997 : Troisième planète après le Soleil : Sonja Umdahl (1 épisode)
- 1999 : Un agent très secret : Ruth Bender (voix, 1 épisode)
- 1999 : Frasier : Dr Nora Fairchild (1 épisode)
- 2000 - 2001 : Welcome to New York (en) : Marsha Bickner (rôle principal, 13 épisodes - également productrice exécutive)
- 2001 : Citizen Baines (en) : Glenn Ferguson Baines Welch (1 épisode)
- 2002 : Hôpital San Francisco : Dr. Terry Howland (2 épisodes)
- 2003 : Eloïse fête Noël (en) : Prunella Stickler
- 2003 : Happy Family : Annie Brennan (rôle principal - 22 épisodes)
- 2004 : Spellbound : (pilote non retenu par la Fox[9])
- 2004 : In the Game : (pilote non retenu par CBS[10])
- 2005 : Ghost Whisperer : Faith Clancy (2 épisodes)
- 2006 : Inseparable : Barbara (pilote non retenu par NBC[11])
- 2009 : Ugly Betty : Victoria Hartley (3 épisodes)
- 2009 : Psych : Enquêteur malgré lui : Alice Clayton (1 épisode)
- 2009 - 2016 : The Good Wife : Diane Lockhart (rôle principal - 156 épisodes)
- 2009 : The Big Bang Theory : Dr Beverly Hofstadter (rôle récurrent - 16 épisodes)
- 2017–2022 : The Good Fight : Diane Lockhart (rôle principal)
- 2019 : The Late Show with Stephen Colbert : Fausse Melania Trump (1 épisode)
- 2019 : Young Sheldon : Beverly Hofstadter (voix, 1 épisode)
- 2022 : The Gilded Age : Agnes van Rhijn (rôle principal - en cours)

## Création de voix

### Films d'animation
- 2000 : Timothy Tweedle the First Christmas Elf de Marija Miletic Dail : Flo
- 2003 : Le Monde de Nemo d'Andrew Stanton : Coraille
- 2005 : Scooby-Doo au pays des pharaons de Joe Sichta : Amelia von Butch
- 2012 : Foodfight! de Lawrence Kasanoff (en) : Hedda Shopper
- 2014 : Gus, petit oiseau, grand voyage de Christian De Vita : Jeannette
- 2016 : Les Trolls (Trolls) de Mike Mitchell et Walt Dohrn : Chef
- 2017 : Michael Jackson's Halloween de Mark A.Z. Dippé : Mrs. Grau

### Séries d'animation
- 2006 : American Dad! : Femme seule (1 épisode)
- 2013 et 2018 : Les Griffin : elle-même / Héritière de Newport (2 épisodes)
- 2015 : Bojack Horseman : Amanda Hannity (1 épisode)
- 2017 : Spirit : Au galop en toute liberté (en) : Miz McDonnell (1 épisode)

### Jeux vidéo
- 2013 : Skylanders: Swap Force : La mère de Kao
- 2017 : Steven Universe: Save the Light : Hessonite

## Distinctions

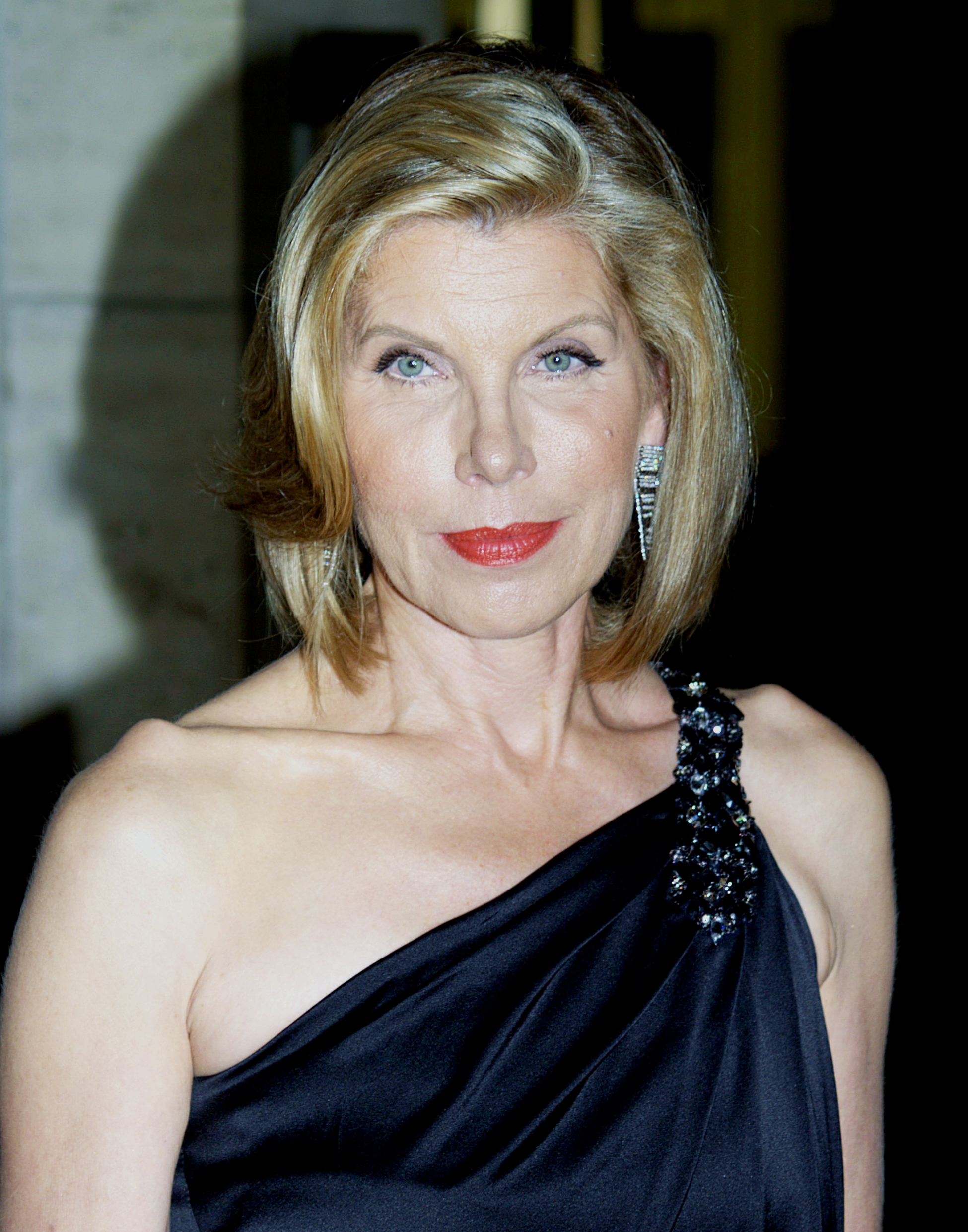
Au Metropolitan Opera, en 2010.

Sauf indication contraire ou complémentaire, les informations mentionnées dans cette section proviennent des bases de données IMDb et IBDb.

### Récompenses
- 38e cérémonie des Tony Awards 1984 : Meilleure actrice de second rôle dans une pièce pour The Real Thing (1984-1985).
- 1984 : Drama Desk Awards de la meilleure actrice dans un second rôle pour The Real Thing.
- 43e cérémonie des Tony Awards 1989 : Meilleure actrice de second rôle dans une piècepour Rumors[pas clair] (1988-1990).
- 1992 : Drama Desk Awards de la meilleure actrice dans un second rôle pour Lips Together, Teeth Apart (1991).
- Primetime Emmy Awards 1995 : Meilleure actrice dans un second rôle dans une série télévisée comique pour Cybill (1995-1998).
- 1996 : American Comedy Awards de la meilleure actrice dans un second rôle dans une série télévisée comique pour Cybill (1995-1998).
- 2e cérémonie des Screen Actors Guild Awards 1996 : Meilleure actrice dans une série télévisée comique pour Cybill.
- 1996 : Viewers for Quality Television Awards de la meilleure actrice dans un second rôle pour Cybill.
- 3e cérémonie des Screen Actors Guild Awards 1997 : Meilleure distribution pour une série télévisée comique pour Cybill.
- 1999 : Online Film & Television Association de la meilleure actrice invitée pour Frasier (1999).
- 8e cérémonie des Critics' Choice Movie Awards 2003 : Meilleure distribution dans une comédie musicale pour Chicago (2002).
- 9e cérémonie des Screen Actors Guild Awards 2003 : Meilleure distribution dans une comédie musicale pour Chicago.
- 2009 : AARP Movies for Grownups Awards de la meilleure actrice dans un second rôle dans une comédie musicale pour Mamma Mia! (2008) partagé avec Julie Walters
- New York Women in Film & Television 2011 : Lauréate du Prix Muse pour l'ensemble de sa carrière.
- 18e cérémonie des Satellite Awards 2014 : Meilleure distribution dans une comédie musicale pour Into the Woods (2014).
- 2015 : Gold Derby Awards de la meilleure actrice invitée pour The Big Bang Theory (2009-2019).
- 2016 : Online Film & Television Association Awards de la meilleure actrice invitée pour The Big Bang Theory.

### Nominations
- 53e cérémonie des Golden Globes 1996 : meilleure actrice dans un second rôle dans une série, une mini-série ou un téléfilm pour Cybill (1995-1998).
- Primetime Emmy Awards 1996 : Meilleure actrice dans un second rôle dans une série télévisée comique pour Cybill.
- Screen Actors Guild Awards 1996 : meilleure distribution pour une série télévisée comique pour Cybill.
- 1997 : American Comedy Awards de la meilleure actrice dans un second rôle dans une comédie pour Birdcage (The Birdcage) (1996).
- 54e cérémonie des Golden Globes 1997 : meilleure actrice dans un second rôle dans une série, une mini-série ou un téléfilm pour Cybill.
- Online Film & Television Association Awards 1997 : 
  - Meilleure actrice dans un second rôlepour Cybill.
  - Meilleure actrice dans un second rôle pour Cybill.
- 3e cérémonie des Screen Actors Guild Awards 1997 : meilleure actrice dans une série télévisée comique pour Cybill.
- 1997 : Viewers for Quality Television Awards de la meilleure actrice dans un second rôle pour Cybill.
- Primetime Emmy Awards 1997 : Meilleure actrice dans un second rôle dans une série télévisée comique pour Cybill .
- Online Film & Television Association Awards 1998 : 
  - Meilleure actrice dans un second rôle dans une série télévisée pour Cybill.
  - Meilleure actrice dans un second rôle dans une série télévisée comique pour Cybill.
- Primetime Emmy Awards 1998 : Meilleure actrice dans un second rôle dans une série télévisée comique pour Cybill.
- Primetime Emmy Awards 1999 : Meilleure actrice invitée dans une série télévisée comique pour Frasier (1999).
- 2000 : American Comedy Awards de la meilleure actrice invitée pour Frasier.
- 2000 : Blockbuster Entertainment Awards de la meilleure actrice dans un second rôle dans un film comique pour Le Grinch (How the Grinch Stole Christmas) (2000).
- 2002 : Awards Circuit Community Awards de la meilleure distribution pour Chicago (2002).
- 2003 : Gold Derby Awards de la meilleure distribution pour Chicago.
- 2003 : Phoenix Film Critics Society Awards de la meilleure distribution pour Chicago.
- Online Film & Television Association Awards 2009 : 
  - meilleure actrice invitée pour The Big Bang Theory (2009-2019).
  - Meilleure musique pour Mamma Mia! et la reprise Dancing Queen
- 61e cérémonie des Primetime Emmy Awards 2009 : Meilleure actrice invitée dans une série télévisée comique pour The Big Bang Theory.
- Online Film & Television Association Awards 2010 : 
  - meilleure actrice dans un second rôle pour The Good Wife (2009-2016).
  - meilleure actrice invitée pour The Big Bang Theory.
- 62e cérémonie des Primetime Emmy Awards 2010 : 
  - Meilleure actrice dans un second rôle dans une série télévisée dramatique pour The Good Wife.
  - Meilleure actrice dans une série télévisée comique pour The Big Bang Theory.
- 16e cérémonie des Screen Actors Guild Awards 2010 : meilleure distribution pour une série télévisée dramatique pour The Good Wife.
- 2010 : Gold Derby Awards de la meilleure actrice dans un second rôle pour The Good Wife.
- 63e cérémonie des Primetime Emmy Awards 2011 : Meilleure actrice dans un second rôle dans une série télévisée dramatique pour The Good Wife.
- 17e cérémonie des Screen Actors Guild Awards 2011 : meilleure distribution pour une série télévisée dramatique pour The Good Wife.
- 2e cérémonie des Critics' Choice Television Awards 2012 : Meilleure actrice dans un second rôle dans une série télévisée dramatique pour The Good Wife.
- Gold Derby Awards 2012 : 
  - meilleure actrice dans un second rôle dans une série télévisée dramatique pour The Good Wife.
  - meilleure actrice invitée dans une série télévisée comique pour The Big Bang Theory (2009-2019).
- 64e cérémonie des Primetime Emmy Awards 2012 : Meilleure actrice dans un second rôle dans une série télévisée dramatique pour The Good Wife.
- 2012 : Online Film & Television Association Awards de la meilleure actrice dans un second rôle dans une série télévisée dramatique pour The Good Wife.
- 18e cérémonie des Screen Actors Guild Awards 2012 : meilleure distribution pour une série télévisée dramatique pour The Good Wife.
- 65e cérémonie des Primetime Emmy Awards 2013 : Meilleure actrice dans un second rôle dans une série télévisée dramatique pour The Good Wife.
- 4e cérémonie des Critics' Choice Television Awards 2014 : meilleure actrice dans un second rôle dans une série télévisée dramatique pour The Good Wife (2009-2016).
- 8e cérémonie des Detroit Film Critics Society Awards 2014 : Meilleure distribution dans une comédie musicale pour Into the Woods (2014).
- 2014 : Gold Derby Awards de la meilleure actrice dans un second rôle dans une série télévisée dramatique pour The Good Wife.
- 2014 : Online Film & Television Association Awards de la meilleure actrice dans un second rôle dans une série télévisée dramatique pour The Good Wife.
- 66e cérémonie des Primetime Emmy Awards 2014 : Meilleure actrice dans un second rôle dans une série télévisée dramatique pour The Good Wife.
- 14e cérémonie des Phoenix Film Critics Society Awards 2014 : Meilleure distribution dans une comédie musicale pour Into the Woods.
- 13e cérémonie des Washington DC Area Film Critics Association Awards 2014 : Meilleure distribution dans une comédie musicale pour Into the Woods.
- 5e cérémonie des Critics' Choice Television Awards 2015 : meilleure actrice dans un second rôle dans une série télévisée dramatique pour The Good Wife.
- Gold Derby Awards 2015 : 
  - meilleure distribution dans une comédie musicale pour Into the Woods.
  - meilleure actrice dans un second rôle dans une série télévisée dramatique pour The Good Wife.
- Online Film & Television Association 2015 : 
  - Meilleure actrice invitée dans une série télévisée comique pour The Big Bang Theory.
  - meilleure actrice dans un second rôle dans une série télévisée dramatique pour The Good Wife.
- 67e cérémonie des Primetime Emmy Awards 2015 : 
  - meilleure actrice dans un second rôle dans une série télévisée dramatique pour The Good Wife.
  - meilleure actrice invitée dans une série télévisée comique pour The Good Wife.
- 7e cérémonie des Critics' Choice Television Awards 2016 : 
  - meilleure actrice dans un second rôle dans une série télévisée dramatique pour The Good Wife.
  - Meilleur invité dans une série comique pour The Big Bang Theory.
- 2016 : Gold Derby Awards de la meilleure actrice dans un second rôle pour The Good Wife.
- 68e cérémonie des Primetime Emmy Awards2016 : Meilleure actrice invitée dans une série télévisée comique pour The Big Bang Theory.
- 2017 : Behind the Voice Actors Awards de la meilleure performance de doublage par une actrice dans un film pour Les Trolls (2016).
- 8e cérémonie des Critics' Choice Television Awards 2018 : Meilleure actrice dans une série télévisée dramatique pour The Good Fight (2017-2022).
- 2018 : Festival de télévision de Monte-Carlo de la meilleure actrice pour The Good Fight.
- 2018 : Online Film & Television Association Awards de la meilleure actrice pour The Good Fight.
- 2019 : Television Critics Association Awards de la meilleure performance pour The Good Fight.
- 11e cérémonie des Critics' Choice Television Awards 2021 : Critics' choice television award de la meilleure actrice dans une série télévisée dramatique pour The Good Fight.
- 2024 : Emmy Award de la meilleure actrice dans un second rôle dans une série télévisée dramatique pour The Gilded Age.

## Voix françaises
En France, Pascale Vital est la voix française régulière de Christine Baranski. Josiane Pinson l'a également doublée à cinq reprises.
Au Québec, elle est principalement doublée par Élise Bertrand.
En France
| - Pascale Vital dans : - Cybill (série télévisée) - Happy Family (série télévisée) - Ghost Whisperer (série télévisée) - Ugly Betty (série télévisée) - Psych : Enquêteur malgré lui (série télévisée) - Le Chasseur de primes - Josiane Pinson dans : - Jeffrey - Marci X - The Big Bang Theory (série télévisée) - Bad Moms 2 - Young Sheldon (série télévisée) - Pauline Larrieu dans : - Bienvenue à Mooseport - The Good Wife (série télévisée) - The Good Fight (série télévisée) - Nine Perfect Strangers (série télévisée) - Juliette Degenne dans : - Bulworth - Drôle de couple 2 - Le Grinch - Danièle Douet dans : - Mamma Mia ! - Mamma Mia! Here We Go Again - The Gilded Age (série télévisée) | - Isabelle Ganz dans (les téléfilms) : - Éloïse : Déluge au Plaza - Éloïse fête Noël Et aussi - Claude Chantal (*1933 - 2016) dans Crackers - Nadine Delanoë dans 9 semaines 1/2 - Jacqueline Cohen dans L'Affaire Chelsea Deardon - Évelyn Séléna dans Le Dragueur - Michèle Bardollet dans Le Mystère von Bülow - Nathalie Régnier dans Les Valeurs de la famille Addams - Anne Rochant dans Birdcage - Frédérique Cantrel dans Sexe Intentions - Sophie Deschaumes dans Bowfinger, roi d'Hollywood - Isabelle Maudet dans Hôpital San Francisco (série télévisée) - Stéphanie Murat dans Chicago - Anne Plumet dans Le Gourou et les Femmes - Marie-Martine Bisson dans Un défi pour Noël (téléfilm) - Laura Zichy dans Miss Sloane |

Au Québec
| - Élise Bertrand dans : - Drôle de couple 2 - Mamma Mia! le film - Les Trolls (voix) - Les mères indignes se tapent Noël - Mamma Mia! C'est reparti | - Claudine Chatel dans : - Bienvenue à Mooseport - Le Chasseur de primes Et aussi - Danièle Penneton dans Un Pari cruel - Camille Cyr-Desmarais dans Le Grinch - Michèle Deslauriers dans Chicago |